# Monster Stack
Das Monster Stack ist ein Pokerturnier, das einmal jährlich bei der World Series of Poker (WSOP) in Paradise ausgespielt wird.

## Struktur
Das Turnier wurde erstmals bei der WSOP 2014 angeboten. Gespielt wird die Variante No-Limit Texas Hold’em, das Buy-in beträgt 1500 US-Dollar. Die Spieler starten mit einem Stack von 50.000 Chips und haben damit zu Spielbeginn mehr Chips als in vergleichbar teuren Events der Turnierserie zur Verfügung. Die Anmeldung ist auf zwei Tage verteilt, ein Re-entry ist nicht gestattet. Bei der World Series of Poker Europe wurde das Turnier 2015 in Berlin sowie 2017 und 2018 in Rozvadov ebenfalls ausgespielt. Betrug das Startgeld in Berlin noch 1650 Euro, wurden in Rozvadov jeweils 1100 Euro als Buy-in verlangt. Ende Februar 2015 wurde die Austragung im Juni 2014 in Las Vegas bei den American Poker Awards in Beverly Hills als Pokerturnier des Jahres 2014 mit einem Buy-in von unter 2000 Dollar ausgezeichnet. Im Jahr 2020 wurde das Turnier aufgrund der COVID-19-Pandemie nicht ausgespielt. Ende August 2023 steht das Event erstmals bei der World Series of Poker Online bei GGPoker auf dem Turnierplan.

## Bisherige Austragungen
| Jahr   | Teilnehmer | Sieger                 | Herkunft               | Preisgeld   |
| ------ | ---------- | ---------------------- | ---------------------- | ----------- |
| 2014 E | 7862       | Hugo Pingray           | Frankreich             | 1.327.083 $ |
| 2015 E | 7192       | Perry Shiao            | Vereinigte Staaten     | 1.286.942 $ |
| 2015 E | 0580       | Ryan Hefter            | Vereinigte Staaten     | 0.176.205 € |
| 2016 E | 6927       | Mitchell Towner        | Vereinigte Staaten     | 1.120.196 $ |
| 2017 E | 6716       | Brian Yoon             | Vereinigte Staaten     | 1.094.349 $ |
| 2017 E | 0561       | Olexander Schtscherbak | Ukraine                | 0.117.708 € |
| 2018 E | 6260       | Tommy Nguyen           | Kanada                 | 1.037.451 $ |
| 2018 E | 0666       | Timur Margolin         | Israel                 | 0.134.407 € |
| 2019 E | 6035       | Kainalu McCue-Unciano  | Vereinigte Staaten     | 1.008.850 $ |
| 2021 E | 3520       | Michael Noori          | Vereinigte Staaten     | 0.610.347 $ |
| 2022 E | 6501       | Mike Jukich            | Vereinigte Staaten     | 0.966.577 $ |
| 2023 E | 8317       | Braxton Dunaway        | Vereinigte Staaten     | 1.162.681 $ |
| 2023 O | 1207       | Sean Boyle             | Vereinigtes Konigreich | 0.231.821 $ |